# 物理気相成長
物理気相成長（ぶつりきそうせいちょう）または物理蒸着（英語：physical vapor deposition、略称：PVD）は、物質の表面に薄膜を形成する蒸着法のひとつで、気相中で物質の表面に物理的手法により目的とする物質の薄膜を堆積する方法である。切削工具や各種金型への表面処理や、半導体素子の製造工程に於て一般的に使用される。

## 代表的なPVD手法
- 蒸着
  - 抵抗加熱蒸着
  - 電子ビーム蒸着
  - 分子線エピタキシー法
- イオンプレーティング（イオンめっき）
- イオンビームデポジション
- スパッタリング

### 切削工具の表面処理に用いられる主なPVD皮膜
- TiN (窒化チタン)
- TiCN (窒化チタンカーバイド)
- TiAlN(窒化チタンアルミ)
- AlCrN(窒化アルミクロム)

### 板金・樹脂成型金型の表面処理に用いられる主なPVD皮膜
- TiN (窒化チタン)
- TiC (チタンカーバイド)
- TiCN (窒化チタンカーバイド)
- TiAlN(窒化チタンアルミ)
- AlCrN(窒化アルミクロム)
- CrN(窒化クロム)
- WC/C (タングステンカーバイド)
- DLC (ダイヤモンドライクカーボン)

## 主なPVD処理受託加工メーカー
- オーエスジーコーティングサービス
- 日本エリコンバルザース
- 日本コーティングセンター
- ユケン工業
- トーヨーエイテック
- 日本アイ・ティ・エフ
- ナノコート・ティーエス
- 清水電設工業
- 鋼鈑工業
- カムス
- ビヨンズ
- 日立ツール
- 東研サーモテック